# Белоспинная утка
Белоспинная утка, или белоспи́нная са́вка, или белобокая утка (лат. Thalassornis leuconotus), — вид из монотипического рода Thalassornis семейства утиных.
Белоспинные утки стоят особняком от других видов уток, однако имеют сходные черты с древесными утками и савками (Oxyura). Их любимая пища — бутоны водяных лилий.
Эти птицы хорошо приспособлены для ныряния — они могут пребывать под водой до половины минуты. Спасаясь от опасности, они ныряют под воду.
Белоспинные утки живут в Африке, преимущественно между Сенегалом и Чадом с запада и Эфиопией с востока. Среда обитания — озера и болота, где они укрываются от естественных врагов.

## Классификация
Различают два подвида:
- T. l. leuconotus Eyton, 1838
- T. l. insularis Richmond, 1897(регион обитания — остров Мадагаскар)